# 갈산동 (인천)
갈산동(葛山洞)은 인천광역시 부평구에 위치한 법정동이다. 법정동으로서의 갈산동은 행정동 갈산1동과 갈산2동으로 이루어져 있다.

## 유래
‘갈산’이라는 말은 지금의 부평정수장 자리에 있던 산 이름으로 칡이 우거져 칡갈(葛)자를 써서 ‘갈산’이라 불리었다고 한다. ‘갈월’이라는 말은 이전에는 갈우(葛隅)마을이라 불려오다가 한자의 변음과 오기로 갈월(葛月)이라 불리게 되었다고 한다.
지금의 부평세관 동쪽 제방에 여수토교를 만들어 장마철에 수위를 조절하였으며 여수토교 옆 서부용수로를 건너 마장뜰로 통하는 나무다리를 설치하였으나 이 다리 건너 마장뜰은 지대가 높아 수리시설이 안되어 별로 다리를 이용할 가치가 없어 그대로 방치하여 몇 해를 거듭하니 자연히 걸친 나무가 삭아서 빈 몸으로도 건너다니기가 위험하였다. 그래서 이 다리를 삭은다리-사근다리라 불러왔다. 이 사근다리 옆 지대가 높은 폐천 부지에 대여섯 집이 생겨 사근다리가 마을 이름이 되었다.

## 연혁
- 1914년 이전 경기도 부평군 서면 갈월리
- 1914년 3월 1일경기도 부천군 부내면 갈월리 (부천군 신설)
- 1940년 4월 1일 경기도 인천부에 편입, 길야정으로 개칭
- 1946년 1월 1일 경기도 인천부 갈산동으로 개칭 (정명칭을 동으로 개정)
- 1949년 8월 15일 경기도 인천시 갈산동
- 1955년 10월 1일 경기도 인천시 삼산·갈산동으로 개칭 (삼산동과 합병)
- 1968년 1월 1일 경기도 인천시 북구 삼산· 갈산동 (인천시 구제 실시)
- 1977년 5월 1일 경기도 인천시 북구 갈산동으로 개칭
- 1981년 7월 1일 인천직할시 북구 갈산동 (인천직할시로 승격)
- 1994년 7월 1일 인천직할시 갈산동이 갈산1·2동으로 분동
- 1995년 1월 1일 인천광역시 북구 갈산1동, 2동 (인천광역시로 개편)
- 1995년 3월 1일 인천광역시 부평구 갈산1동, 2동 (북구가 부평구 및 계양구로 분구)

## 교육
- 갈산초등학교
- 갈월초등학교
- 갈산중학교
- 부평공업고등학교
- 부평북초등학교

## 교통

### 지하철
- ● 인천 도시철도 1호선 : 갈산역, 부평구청역
- ● 서울 지하철 7호선 : 부평구청역, 굴포천역

### 도로
- 부평대로
- 장제로
- 부평북로
- 갈산로
- 굴포로
- 길주로
- 주부토로
- 평천로
- 갈월서로
- 갈월동로
- 경인고속도로 (부평 나들목)